# Loutre du Japon
Lutra nippon
Espèce
Statut de conservation UICN

 EX  : Éteint
Statut CITES
La Loutre du Japon (Lutra nippon) (en japonais : ニホンカワウソ (日本川獺 / Nihon-kawauso)) est une espèce éteinte de mammifères mustélidés qui vivait jusqu'à la fin du XXe siècle dans l'archipel japonais. Proche parente de la Loutre commune d'Eurasie (Lutra lutra) avec qui elle a longtemps été confondue, c'était un prédateur des rivières se nourrissant principalement de poissons. Victime de la chasse pour sa fourrure et de la destruction de son environnement, elle a été vue pour la dernière fois en 1979 et déclarée éteinte en 2012. Elle n'a été reconnue comme espèce distincte qu'après sa disparition. Elle a laissé des traces dans le folklore japonais. Il convient de ne pas la confondre avec la Loutre de mer (Enhydra lutris) qui fréquente la côte nord du Japon.

## Classification
La loutre du Japon a longtemps été considérée comme une sous-espèce de la loutre d'Europe (Lutra lutra) sous le nom de Lutra l. whiteleyi. C'est seulement en 1989 que les chercheurs japonais Yoshinori Imaizumi et Mizuko Yoshiyuki (d) l'ont définie comme espèce distincte avec comme holotype un spécimen trouvé en 1972 dans la préfecture de Kochi dont la peau et le squelette étaient conservés au musée national de la Nature et des Sciences de Tokyo. Des études génétiques menées à partir de 1996 sur les restes conservés ont confirmé que Lutra nippon, autrefois répandue dans les îles de Honshū, Kyūshū et Shikoku, était une espèce distincte des deux autres membres du genre Lutra, la loutre d'Europe, largement répandue en Eurasie, et la loutre de Sumatra (Lutra sumatrana), limitée à l'Asie du Sud-Est. Seule la loutre de Hokkaidō est restée rattachée à l'espèce Lutra lutra comme la sous-espèce whiteleyi. Les mensurations du crâne de Lutra nippon sont peu différentes de celles de Lutra lutra hormis une largeur supérieure des os zygomatique. Cependant, ce classement comme espèce indépendante est contesté par d'autres spécialistes.

## Caractéristiques

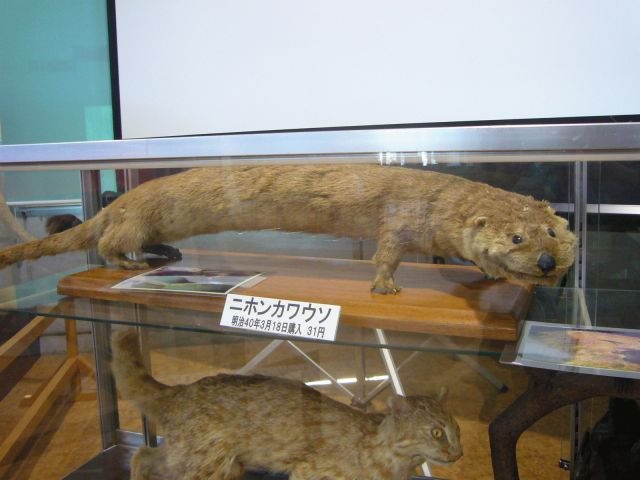
Loutre du Japon, spécimen empaillé au zoo municipal de Hamura, Tokyo.

La loutre du Japon était un mustélidé de taille moyenne, de 65 à 80 cm de longueur à l'âge adulte avec une queue de 45 à 50 cm. Ses pieds palmés lui permettaient de courir avec agilité.
Elle vivait dans les rivières (en) et les estuaires des trois grandes îles et des petites îles proches. Surtout nocturne, elle se nourrissait de poissons, crustacés, mollusques, oiseaux et petits rongeurs ainsi que de pastèques et de patates douces. Solitaire, sauf pendant la saison des amours, elle pouvait atteindre l'âge de 25 ans. L'espace nécessaire au cycle de vie d'une femelle est estimé à 7 km de berges et celui d'un mâle à 15 km, de sorte que la protection d'espaces plus étroits ne suffisait plus à assurer leur existence.

## Extinction
L'ouverture du Japon au commerce extérieur pendant l'ère Meiji (1868-1912) entraîne une demande accrue de peaux de loutres pour l'exportation. À partir de 1889, la raréfaction de la ressource amène une baisse rapide des ventes. Dans les années 1910 et 1920, un millier d'individus sont attrapés chaque année mais leur nombre diminue encore par la suite. Entre 1955 et 1959, les dernières loutres ont été vues à Honshū, Kyūshū et Hokkaidō. En 1964, la loutre est déclarée animal protégé dans la préfecture d'Ehime à Shikoku mais pas dans celle de Kochi où subsistait une des dernières populations connues. En 1965, la loutre est déclarée « monument naturel spécial ». Pour des raisons de politique locale, une tentative de reproduction en captivité des loutres est confiée à un pisciculteur plutôt qu'à un zoo qualifié : c'est un échec.

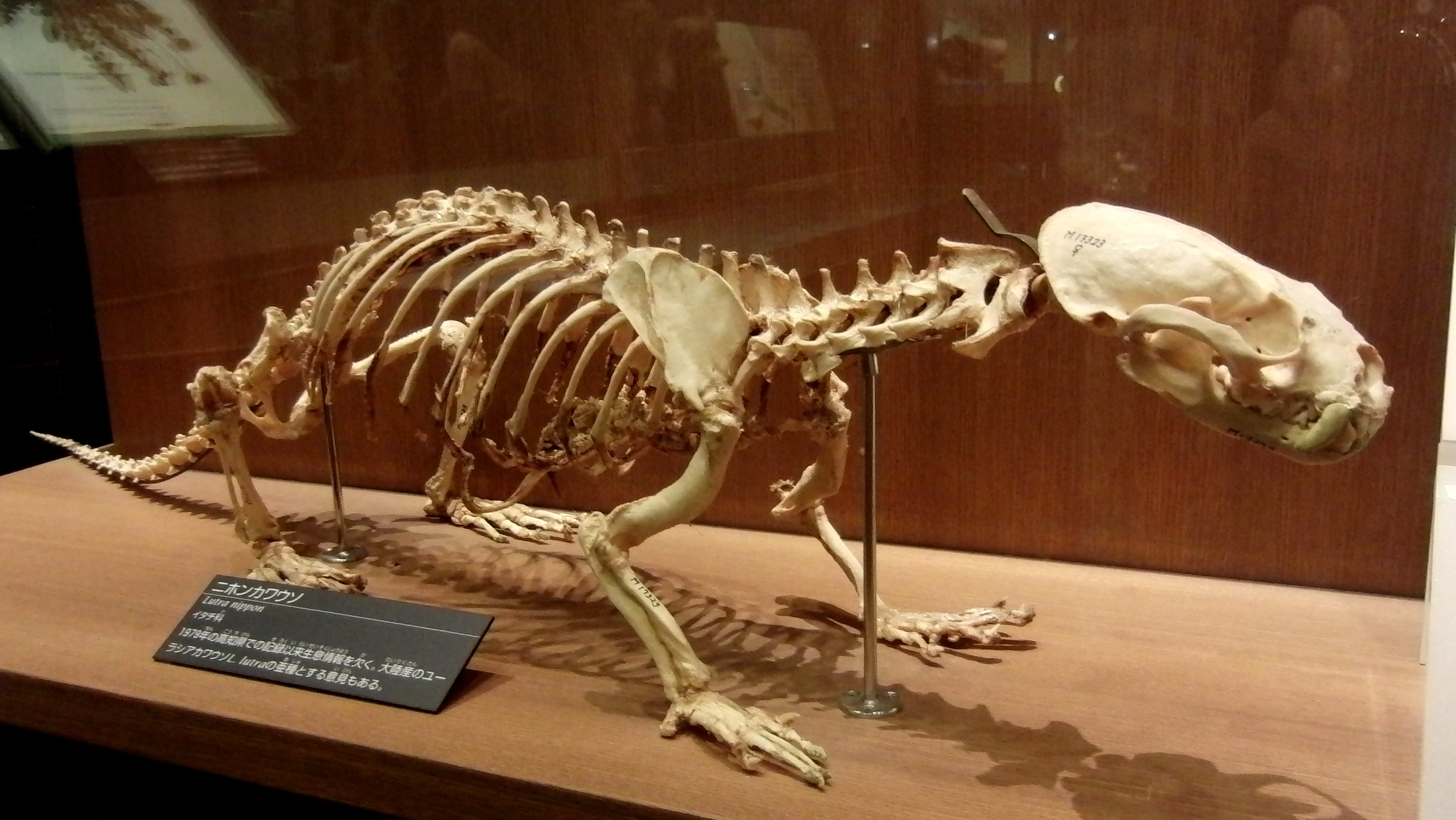
Squelette de loutre du Japon, musée national de la Nature et des Sciences de Tokyo, 2012.

Elles survivent quelques années à Shikoku où la dernière loutre connue est tuée en 1979. Des traces et excréments de loutres sont signalés de façon intermittente jusqu'au début des années 1990. Les articles de presse consacrés à la loutre se multiplient dans les années 1990 alors que l'espèce a pratiquement disparu. Elle est officiellement déclarée éteinte en 2012.
En 2015, l'association International Otter Survival Fund (IOSF), basée à Skye en Écosse, envisage un programme de réintroduction de la loutre commune eurasienne à Hokkaidō.
En août 2017, l'IOSF annonce qu'une loutre vivante a été photographiée par un scientifique japonais dans l'île japonaise de Tsushima, peut-être venue de Corée. L'existence dans cette île d'une petite population est confirmée par des traces et des excréments.
Des « loutres » supposées ont été signalées à plusieurs reprises à Hokkaidō mais il ne s'agissait en fait que de spécimens de vison d'Amérique, espèce invasive introduite à partir d'élevages dans plusieurs régions de l'Ancien Monde.

## Dans la culture

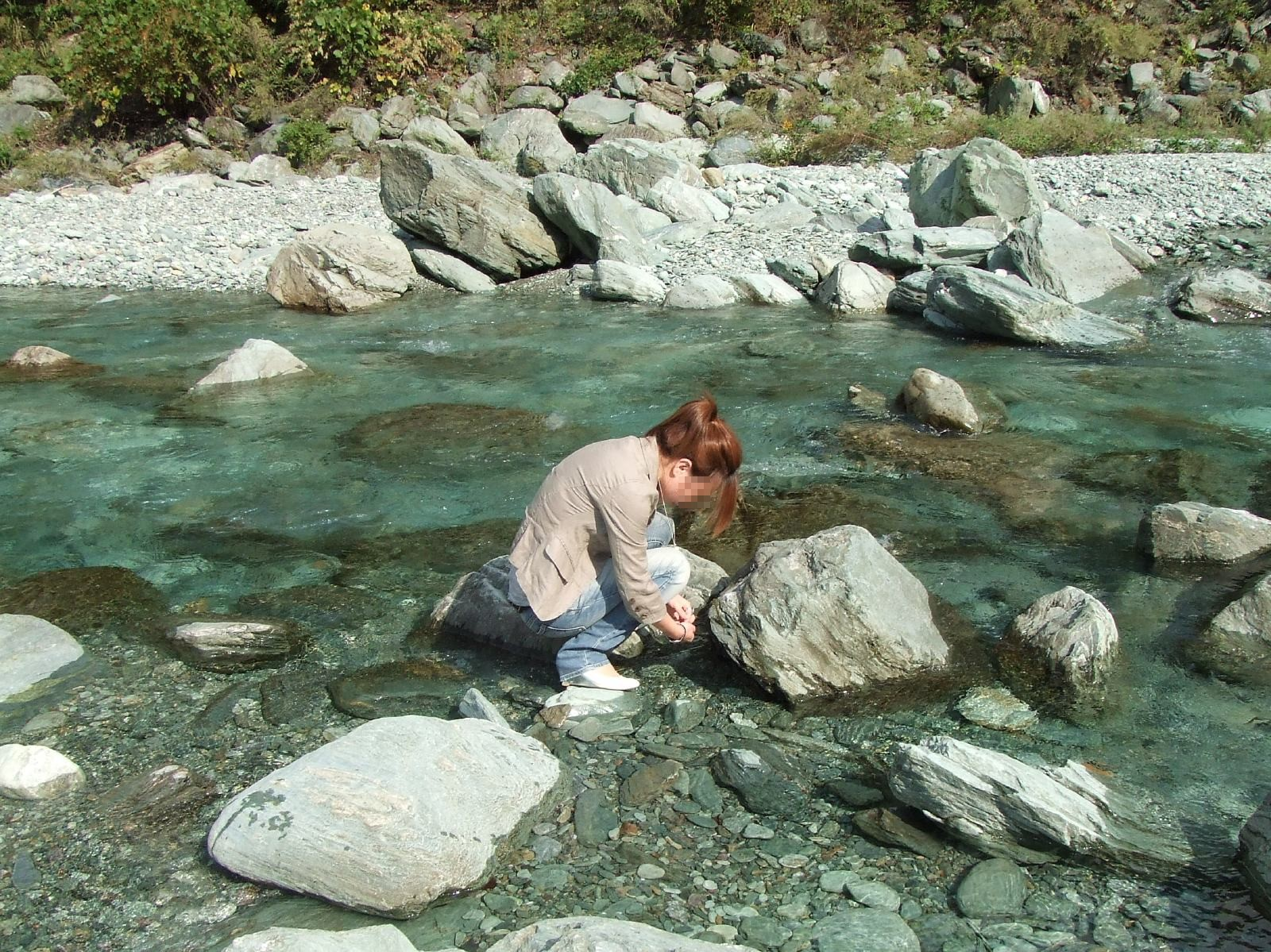
Rivière dans la préfecture d'Ehime en 2009.

En médecine traditionnelle japonaise, une décoction extraite de la loutre servait à combattre la tuberculose.
Le kappa, créature aquatique du folklore japonais, combine des traits empruntés à la loutre, au singe, à la tortue, à la grenouille et à l'être humain. Le type inspiré de la loutre prédomine au XVIe siècle, celui inspiré du singe au XVIIe siècle, et il évolue vers la tortue au XIXe siècle.

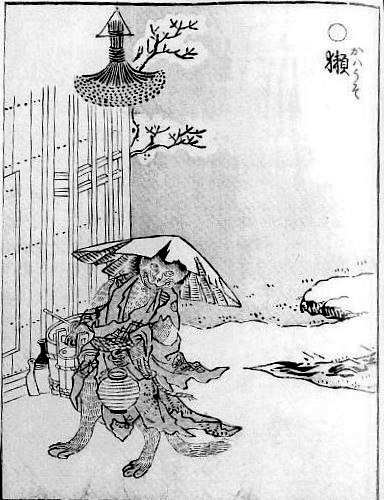
Une loutre vendeuse de saké, dessin de Toriyama Sekien, 1776.

Dans les contes, la loutre elle-même, connue comme une pêcheuse adroite qui aligne ses prises sur la glace avant de les manger, est parfois décrite comme une créature rusée, un changeforme qui émerge de l'eau pour tromper les voyageurs en prenant l'aspect d'une belle jeune femme ou en adoptant d'autres comportements humains. Une légende locale de la ville de Hikone, au bord du lac Biwa (région du Kansai à Honshū), raconte comment une vieille loutre devint le fantôme du lac.
Dans une comédie kyōgen intitulée Suzuki Bouchou, un garçon est envoyé par son oncle pour pêcher la carpe. Il se vante d'avoir pris « la plus grosse carpe de la rivière Yodo », tributaire du lac Biwa, et de l'avoir attachée à une pile de pont mais, dit-il, une loutre s'est jetée sur elle et en a mangé la moitié.

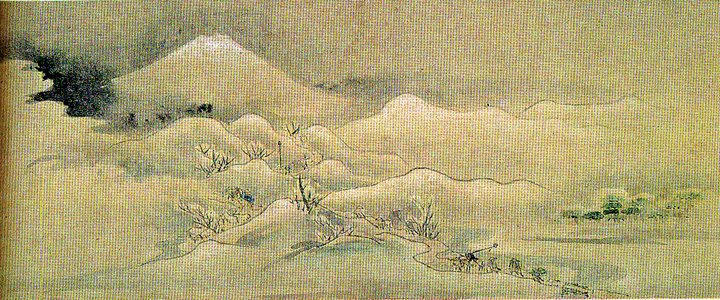
Bord de rivière, dessin de Matsuo Bashō, XVII.

Un dessin de Toriyama Sekien (1712 – 1788) montre une loutre marchant sur deux pieds, vêtue en marchand de saké avec un seau à la main, ce qui peut illustrer l'expression familière « saké no sakana » (« poisson pour le saké ») pour désigner un alcool accompagné d'amuse-gueules.
Un haïku du poète Matsuo Bashō, au XVIIe siècle, invite à aller à l'endroit le plus reculé de la rivière Seto (autre nom du Yodo) pour y chercher les « offrandes de la loutre » : apparemment, les restes de poissons et de crustacés laissés par l'animal sont comparés aux offrandes aux dieux dans la religion japonaise. Ce texte a été gravé sur une stèle près du lac Biwa.
La loutre a été choisie comme l'animal symbolique de la préfecture d'Ehime.
En 2023, le court-métrage d'animation Kawauso de Akihito Izuhara évoque avec poésie la disparition de la loutre du Japon. Le film produit par Studio Mangosteen a été nommé entre autres pour le prix du meilleur court-métrage au festival d'animation d'Annecy et à la Berlinale.

### Publication originale
- (en) Yoshinori Imaizumi et Mizuko Yoshiyuki, « Taxonomic Status of the Japanese Otter (Carnivora, Mustelidae), with a Description of a New Species », Bulletin of the National Science Museum. Series A: Zoology, 科博, vol. 15, no 3,‎ septembre 1989, p. 177 (ISSN 0385-2423 et 2434-0901, lire en ligne).